# 梯紋烏溪鱂
梯紋烏溪鱂，為輻鰭魚綱鯉齒目鰕鱂亞目溪鱂科的其中一種，為熱帶淡水魚，分布於南美洲巴西Sucurui、 Apore、Correntes河、巴拉那河及巴拉圭河流域，棲息在溪流、沼澤底中層水域，生活習性不明。

## 擴展閱讀
維基物種上的相關：梯紋烏溪鱂